# Krishnammal Jagannathan

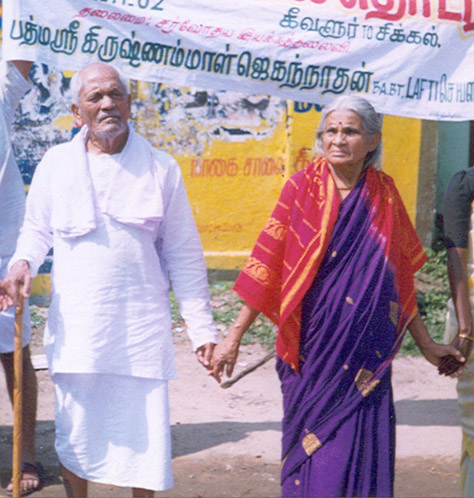
Krishnammal Jagannathan (rechts) und ihr Mann Sankaralingam

Krishnammal Jagannathan (* 16. Juni 1926) ist eine Aktivistin für soziale Gerechtigkeit aus dem indischen Bundesstaat Tamil Nadu.  
Sie wurde in eine land- und kastenlose Familie geboren. Zusammen mit ihrem Mann, Sankaralingam Jagannathan (1912–2013), protestierte sie ihr Leben lang gegen soziale Ungerechtigkeit. Die beiden orientieren sich an Mahatma Gandhi. Sie setzt sich für die Verbesserung der Situation der Landlosen und Armen ein und kritisiert Regierungen und Grossunternehmen. In jüngeren Jahren war sie mit ihrem Mann beteiligt in der indischen Unabhängigkeitsbewegung. Sie war eine enge Mitarbeiterin von Ghandis Vertrauten Vinoba Bhave. 
Krishnammal Jagannathan hat zahlreiche Auszeichnungen erhalten, namentlich 2008 den Alternativen Nobelpreis (Right Livelihood Award) zusammen mit ihrem Mann.